# راسل تی دیویس
استیون راسل دِیویس (به انگلیسی: Stephen Russell Davies) شناخته شده با نام راسل تی دیویس (زادهٔ ۲۷ آوریل ۱۹۶۳) تهیه‌کننده تلویزیونی و فیلم‌نامه‌نویس اهل ولز است. او بیشتر برای ساخت مجموعه‌های تلویزیونی به‌عجیبی مردم، باب و رز، دوباره آمدن و کازانوا و همچنین بازتولید دکتر هو در سال ۲۰۰۵ شناخته می‌شود.

## زندگی شخصی
راسل تی دیویس آشکارا همجنس‌گراست. او چندین سال متوالی به عنوان یکی از تأثیرگذارترین فرد در میان همجنس‌گرایان انتخاب شد. دیویس در سال ۲۰۰۸ رتبه امپراتوری بریتانیا را از ملکه الیزابت دریافت کرد.